# Shaffaq Mohammed
Shaffaq Mohammed (Mirpur, 21 luglio 1972) è un politico britannico dei Liberal-Democratici.

## Biografia
È nato in Pakistan. Quando aveva 4 anni, la sua famiglia è immigrata in Gran Bretagna. Si è laureato in economia all'Università di Sheffield. Ha ricoperto incarichi dirigenziali in varie imprese. È stato anche assistente sociale responsabile del lavoro giovanile. Esponente dei Liberal-Democratici. Dal 2004 associato al governo locale, è diventato il leader della fazione del suo partito nel Consiglio comunale di Sheffield. Nelle elezioni del 2019 è stato eletto europarlamentare della IX legislatura.